# Buldania
Buldania is een spookdorp in de regio Goldfields-Esperance in West-Australië. Het maakt deel uit van het lokale bestuursgebied (LGA) Shire of Dundas.

## Geschiedenis
Ten tijde van de Europese kolonisatie leefden de Kaalako Aborigines in de streek.
In juni 1896 werd er goud gevonden maar de mijnindustrie geraakte er door de harde ondergrond nooit echt van de grond. De belangrijkste goudmijnen waren de 'Buldania Bell', 'Ajax', 'Excelda', 'Birthday' en de 'Pathway'. Rond 1897 had Buldania 51 inwoners waarvan slechts een vrouw. In 1906 was de plaats verlaten.

## 21e eeuw
Het 'Buldania Project' van het bedrijf 'Liontown' delft lithium in de omgeving.

## Ligging
Buldania ligt iets ten noorden van de Eyre Highway, 755 kilometer ten oostzuidoosten van de West-Australische hoofdstad Perth, 223 kilometer ten zuidzuidoosten van het aan de Goldfields Highway gelegen Kalgoorlie en 34 kilometer ten noordoosten van Norseman, de hoofdplaats van het lokale bestuursgebied waarvan het deel uitmaakt.
In de nabijheid liggen de Buldania Rocks: een grote rotsformatie met verscheidene 'gnamma holes' die door de Aborigines als waterbron werden gebruikt. Het is een populaire kampeerplaats voor zelfvoorzienende kampeerauto's.

## Klimaat
Buldania kent een koud steppeklimaat, BSk volgens de klimaatclassificatie van Köppen.